# Lista över fornlämningar i Gotlands kommun (Kräklingbo)
Lista över fornlämningar i Gotlands kommun (Kräklingbo) är en förteckning av ett urval av de fornlämningar som finns i Kräklingbo i Gotlands kommun.
| Namn                                       | Lämningstyp                      | Tillkomsttid | Historisk indelning | Plats | Läge                 | ID-nr          | Bild                                      |
| ------------------------------------------ | -------------------------------- | ------------ | ------------------- | ----- | -------------------- | -------------- | ----------------------------------------- |
| Kräklingbo 1:1                             | Röse                             |              | Kräklingbo, Gotland |       | 57.461941, 18.726041 | 10094200010001 | Ladda upp en bild av detta fornminne      |
| Kräklingbo 2:1                             | Gravfält                         |              | Kräklingbo, Gotland |       | 57.460336, 18.718970 | 10094200020001 | Ladda upp en bild av detta fornminne      |
| Kräklingbo 3:1                             | Gravfält                         |              | Kräklingbo, Gotland |       | 57.455868, 18.745854 | 10094200030001 | Ladda upp en bild av detta fornminne      |
| Kräklingbo 4:1                             | Gravfält                         |              | Kräklingbo, Gotland |       | 57.458526, 18.713692 | 10094200040001 | Ladda upp en bild av detta fornminne      |
| Kräklingbo 5:1                             | Gravfält                         |              | Kräklingbo, Gotland |       | 57.457421, 18.723959 | 10094200050001 | Ladda upp en bild av detta fornminne      |
| Kräklingbo 6:1                             | Röse                             |              | Kräklingbo, Gotland |       | 57.457257, 18.710536 | 10094200060001 | Ladda upp en bild av detta fornminne      |
| Kräklingbo 6:2                             | Röse                             |              | Kräklingbo, Gotland |       | 57.457123, 18.710285 | 10094200060002 | Ladda upp en bild av detta fornminne      |
| Kräklingbo 6:3                             | Stensättning                     |              | Kräklingbo, Gotland |       | 57.457423, 18.710406 | 10094200060003 | Ladda upp en bild av detta fornminne      |
| Kräklingbo 6:4                             | Stensättning                     |              | Kräklingbo, Gotland |       | 57.456993, 18.710303 | 10094200060004 | Ladda upp en bild av detta fornminne      |
| Kräklingbo 7:1                             | Husgrund, förhistorisk/medeltida |              | Kräklingbo, Gotland |       | 57.455067, 18.723914 | 10094200070001 | Ladda upp en bild av detta fornminne      |
| Kräklingbo 7:2                             | Husgrund, förhistorisk/medeltida |              | Kräklingbo, Gotland |       | 57.454883, 18.724380 | 10094200070002 | Ladda upp en bild av detta fornminne      |
| Kräklingbo 7:3                             | Husgrund, förhistorisk/medeltida |              | Kräklingbo, Gotland |       | 57.454583, 18.724295 | 10094200070003 | Ladda upp en bild av detta fornminne      |
| Kräklingbo 8:1                             | Husgrund, förhistorisk/medeltida |              | Kräklingbo, Gotland |       | 57.455406, 18.714804 | 10094200080001 | Ladda upp en bild av detta fornminne      |
| Kräklingbo 8:2                             | Husgrund, förhistorisk/medeltida |              | Kräklingbo, Gotland |       | 57.455360, 18.714280 | 10094200080002 | Ladda upp en bild av detta fornminne      |
| Kräklingbo 8:3                             | Husgrund, förhistorisk/medeltida |              | Kräklingbo, Gotland |       | 57.455204, 18.714175 | 10094200080003 | Ladda upp en bild av detta fornminne      |
| Kräklingbo 9:1                             | Stensättning                     |              | Kräklingbo, Gotland |       | 57.452052, 18.708803 | 10094200090001 | Ladda upp en bild av detta fornminne      |
| Kräklingbo 9:2                             | Stensättning                     |              | Kräklingbo, Gotland |       | 57.452003, 18.708255 | 10094200090002 | Ladda upp en bild av detta fornminne      |
| Kräklingbo 9:3                             | Stensättning                     |              | Kräklingbo, Gotland |       | 57.451894, 18.708426 | 10094200090003 | Ladda upp en bild av detta fornminne      |
| Kräklingbo 10:1                            | Gravfält                         |              | Kräklingbo, Gotland |       | 57.449936, 18.735273 | 10094200100001 | Ladda upp en till bild av detta fornminne |
| Kräklingbo 11:1                            | Röse                             |              | Kräklingbo, Gotland |       | 57.449988, 18.760758 | 10094200110001 | Ladda upp en bild av detta fornminne      |
| Kräklings stainkällingar (Kräklingbo 12:1) | Gravfält                         |              | Kräklingbo, Gotland |       | 57.450303, 18.706989 | 10094200120001 | Ladda upp en bild av detta fornminne      |
| Kräklingbo 13:1                            | Gravfält                         |              | Kräklingbo, Gotland |       | 57.453915, 18.663108 | 10094200130001 | Ladda upp en bild av detta fornminne      |
| Kräklingbo 14:1                            | Husgrund, förhistorisk/medeltida |              | Kräklingbo, Gotland |       | 57.451563, 18.674963 | 10094200140001 | Ladda upp en bild av detta fornminne      |
| Kräklingbo 14:2                            | Husgrund, förhistorisk/medeltida |              | Kräklingbo, Gotland |       | 57.450996, 18.674862 | 10094200140002 | Ladda upp en bild av detta fornminne      |
| Kräklingbo 14:3                            | Husgrund, förhistorisk/medeltida |              | Kräklingbo, Gotland |       | 57.450939, 18.674345 | 10094200140003 | Ladda upp en bild av detta fornminne      |
| Kräklingbo 15:1                            | Fornborg                         |              | Kräklingbo, Gotland |       | 57.450227, 18.685894 | 10094200150001 | Ladda upp en bild av detta fornminne      |
| Kräklingbo 15:2                            | Husgrund, förhistorisk/medeltida |              | Kräklingbo, Gotland |       | 57.450168, 18.686343 | 11000000001703 | Ladda upp en bild av detta fornminne      |
| Kräklingbo 15:3                            | Husgrund, förhistorisk/medeltida |              | Kräklingbo, Gotland |       | 57.450422, 18.686292 | 11000000001704 | Ladda upp en bild av detta fornminne      |
| Kräklingbo 16:1                            | Husgrund, förhistorisk/medeltida |              | Kräklingbo, Gotland |       | 57.449105, 18.697504 | 10094200160001 | Ladda upp en bild av detta fornminne      |
| Kräklingbo 16:2                            | Husgrund, förhistorisk/medeltida |              | Kräklingbo, Gotland |       | 57.449297, 18.698526 | 10094200160002 | Ladda upp en bild av detta fornminne      |
| Kräklingbo 16:3                            | Husgrund, förhistorisk/medeltida |              | Kräklingbo, Gotland |       | 57.449832, 18.698482 | 10094200160003 | Ladda upp en bild av detta fornminne      |
| Kräklingbo 17:1                            | Gravfält                         |              | Kräklingbo, Gotland |       | 57.446859, 18.726024 | 10094200170001 | Ladda upp en bild av detta fornminne      |
| Kräklingbo 18:1                            | Gravfält                         |              | Kräklingbo, Gotland |       | 57.450084, 18.669673 | 10094200180001 | Ladda upp en bild av detta fornminne      |
| Kräklingbo 19:1                            | Husgrund, förhistorisk/medeltida |              | Kräklingbo, Gotland |       | 57.448556, 18.701949 | 10094200190001 | Ladda upp en bild av detta fornminne      |
| Kräklingbo 19:2                            | Husgrund, förhistorisk/medeltida |              | Kräklingbo, Gotland |       | 57.448832, 18.701622 | 10094200190002 | Ladda upp en bild av detta fornminne      |
| Kräklingbo 19:3                            | Husgrund, förhistorisk/medeltida |              | Kräklingbo, Gotland |       | 57.449074, 18.701349 | 10094200190003 | Ladda upp en bild av detta fornminne      |
| Kräklingbo 19:4                            | Husgrund, förhistorisk/medeltida |              | Kräklingbo, Gotland |       | 57.449211, 18.701547 | 10094200190004 | Ladda upp en bild av detta fornminne      |
| Kräklingbo 21:1                            | Röse                             |              | Kräklingbo, Gotland |       | 57.445406, 18.763749 | 10094200210001 | Ladda upp en bild av detta fornminne      |
| Kräklingbo 21:2                            | Stensättning                     |              | Kräklingbo, Gotland |       | 57.445279, 18.763580 | 10094200210002 | Ladda upp en bild av detta fornminne      |
| Kräklingbo 21:3                            | Röse                             |              | Kräklingbo, Gotland |       | 57.445170, 18.763442 | 10094200210003 | Ladda upp en bild av detta fornminne      |
| Kräklingbo 22:1                            | Husgrund, förhistorisk/medeltida |              | Kräklingbo, Gotland |       | 57.450187, 18.713666 | 10094200220001 | Ladda upp en bild av detta fornminne      |
| Kräklingbo 23:1                            | Gravfält                         |              | Kräklingbo, Gotland |       | 57.446933, 18.709437 | 10094200230001 | Ladda upp en bild av detta fornminne      |
| Kräklingbo 24:1                            | Gravfält                         |              | Kräklingbo, Gotland |       | 57.445233, 18.738759 | 10094200240001 | Ladda upp en bild av detta fornminne      |
| Kräklingbo 25:1                            | Fornborg                         |              | Kräklingbo, Gotland |       | 57.447326, 18.696154 | 10094200250001 | Ladda upp en bild av detta fornminne      |
| Kräklingbo 25:2                            | Husgrund, förhistorisk/medeltida |              | Kräklingbo, Gotland |       | 57.447306, 18.696718 | 10094200250002 | Ladda upp en bild av detta fornminne      |
| Kräklingbo 26:1                            | Röse                             |              | Kräklingbo, Gotland |       | 57.444515, 18.747764 | 10094200260001 | Ladda upp en bild av detta fornminne      |
| Kräklingbo 26:2                            | Stensättning                     |              | Kräklingbo, Gotland |       | 57.444583, 18.747559 | 10094200260002 | Ladda upp en bild av detta fornminne      |
| Kräklingbo 26:3                            | Stensättning                     |              | Kräklingbo, Gotland |       | 57.444384, 18.747563 | 10094200260003 | Ladda upp en bild av detta fornminne      |
| Kräklingbo 26:4                            | Stensättning                     |              | Kräklingbo, Gotland |       | 57.444494, 18.747532 | 10094200260004 | Ladda upp en bild av detta fornminne      |
| Kräklingbo 27:1                            | Röse                             |              | Kräklingbo, Gotland |       | 57.444533, 18.755176 | 10094200270001 | Ladda upp en bild av detta fornminne      |
| Kräklingbo 28:1                            | Husgrund, förhistorisk/medeltida |              | Kräklingbo, Gotland |       | 57.445869, 18.699292 | 10094200280001 | Ladda upp en bild av detta fornminne      |
| Kräklingbo 29:1                            | Hällristning                     |              | Kräklingbo, Gotland |       | 57.445332, 18.727340 | 11100000000994 | Ladda upp en bild av detta fornminne      |
| Kräklingbo 29:2                            | Hällristning                     |              | Kräklingbo, Gotland |       | 57.445150, 18.726918 | 11100000000995 | Ladda upp en bild av detta fornminne      |
| Kräklingbo 29:3                            | Hällristning                     |              | Kräklingbo, Gotland |       | 57.445101, 18.726745 | 11100000000996 | Ladda upp en bild av detta fornminne      |
| Kräklingbo 29:4                            | Hällristning                     |              | Kräklingbo, Gotland |       | 57.445045, 18.726595 | 11100000000997 | Ladda upp en bild av detta fornminne      |
| Kräklingbo 29:5                            | Hällristning                     |              | Kräklingbo, Gotland |       | 57.445083, 18.727344 | 11100000000998 | Ladda upp en bild av detta fornminne      |
| Kräklingbo 30:1                            | Stensättning                     |              | Kräklingbo, Gotland |       | 57.444096, 18.751814 | 10094200300001 | Ladda upp en bild av detta fornminne      |
| Kräklingbo 31:1                            | Husgrund, förhistorisk/medeltida |              | Kräklingbo, Gotland |       | 57.445006, 18.717595 | 11000000001713 | Ladda upp en bild av detta fornminne      |
| Kräklingbo 32:1                            | Husgrund, förhistorisk/medeltida |              | Kräklingbo, Gotland |       | 57.443344, 18.714657 | 10094200320001 | Ladda upp en bild av detta fornminne      |
| Kräklingbo 32:2                            | Husgrund, förhistorisk/medeltida |              | Kräklingbo, Gotland |       | 57.443649, 18.714319 | 10094200320002 | Ladda upp en bild av detta fornminne      |
| Kräklingbo 33:1                            | Stensättning                     |              | Kräklingbo, Gotland |       | 57.442112, 18.755333 | 10094200330001 | Ladda upp en bild av detta fornminne      |
| Kräklingbo 34:1                            | Röse                             |              | Kräklingbo, Gotland |       | 57.441972, 18.744326 | 10094200340001 | Ladda upp en bild av detta fornminne      |
| Kräklingbo 34:2                            | Stensättning                     |              | Kräklingbo, Gotland |       | 57.441797, 18.743981 | 10094200340002 | Ladda upp en bild av detta fornminne      |
| Kräklingbo 35:1                            | Stensättning                     |              | Kräklingbo, Gotland |       | 57.441518, 18.752538 | 10094200350001 | Ladda upp en bild av detta fornminne      |
| Kräklingbo 36:1                            | Stensättning                     |              | Kräklingbo, Gotland |       | 57.444192, 18.653654 | 10094200360001 | Ladda upp en bild av detta fornminne      |
| Kräklingbo 36:2                            | Stensättning                     |              | Kräklingbo, Gotland |       | 57.444057, 18.653309 | 10094200360002 | Ladda upp en bild av detta fornminne      |
| Kräklingbo 37:1                            | Röse                             |              | Kräklingbo, Gotland |       | 57.440358, 18.753464 | 10094200370001 | Ladda upp en bild av detta fornminne      |
| Kräklingbo 38:1                            | Röse                             |              | Kräklingbo, Gotland |       | 57.440194, 18.755482 | 10094200380001 | Ladda upp en bild av detta fornminne      |
| Kräklingbo 39:1                            | Husgrund, förhistorisk/medeltida |              | Kräklingbo, Gotland |       | 57.442211, 18.701182 | 10094200390001 | Ladda upp en bild av detta fornminne      |
| Kräklingbo 39:2                            | Husgrund, förhistorisk/medeltida |              | Kräklingbo, Gotland |       | 57.441968, 18.701462 | 10094200390002 | Ladda upp en bild av detta fornminne      |
| Kräklingbo 39:3                            | Husgrund, förhistorisk/medeltida |              | Kräklingbo, Gotland |       | 57.441837, 18.701620 | 10094200390003 | Ladda upp en bild av detta fornminne      |
| Kräklingbo 40:1                            | Husgrund, förhistorisk/medeltida |              | Kräklingbo, Gotland |       | 57.441379, 18.715628 | 10094200400001 | Ladda upp en bild av detta fornminne      |
| Kräklingbo 42:1                            | Husgrund, förhistorisk/medeltida |              | Kräklingbo, Gotland |       | 57.438316, 18.710862 | 10094200420001 | Ladda upp en bild av detta fornminne      |
| Kräklingbo 42:2                            | Husgrund, förhistorisk/medeltida |              | Kräklingbo, Gotland |       | 57.438282, 18.711599 | 10094200420002 | Ladda upp en bild av detta fornminne      |
| Kräklingbo 43:1                            | Gravfält                         |              | Kräklingbo, Gotland |       | 57.437315, 18.691968 | 10094200430001 | Ladda upp en bild av detta fornminne      |
| Kräklingbo 44:1                            | Röse                             |              | Kräklingbo, Gotland |       | 57.432527, 18.735457 | 10094200440001 | Ladda upp en bild av detta fornminne      |
| Kräklingbo 44:2                            | Stensättning                     |              | Kräklingbo, Gotland |       | 57.432699, 18.735671 | 10094200440002 | Ladda upp en bild av detta fornminne      |
| Kräklingbo 45:1                            | Gravfält                         |              | Kräklingbo, Gotland |       | 57.428797, 18.736867 | 10094200450001 | Ladda upp en bild av detta fornminne      |
| Trullhögen (Kräklingbo 46:1)               | Gravfält                         |              | Kräklingbo, Gotland |       | 57.428262, 18.740539 | 10094200460001 | Ladda upp en bild av detta fornminne      |
| Kräklingbo 47:1                            | Gravfält                         |              | Kräklingbo, Gotland |       | 57.428074, 18.747367 | 10094200470001 | Ladda upp en bild av detta fornminne      |
| Kräklingbo 48:1                            | Husgrund, förhistorisk/medeltida |              | Kräklingbo, Gotland |       | 57.428705, 18.731543 | 10094200480001 | Ladda upp en bild av detta fornminne      |
| Kräklingbo 49:1                            | Gravfält                         |              | Kräklingbo, Gotland |       | 57.426514, 18.756033 | 10094200490001 | Ladda upp en bild av detta fornminne      |
| Kräklingbo 50:1                            | Stensättning                     |              | Kräklingbo, Gotland |       | 57.426801, 18.734959 | 10094200500001 | Ladda upp en bild av detta fornminne      |
| Kräklingbo 51:1                            | Hällristning                     |              | Kräklingbo, Gotland |       | 57.426238, 18.755768 | 11100000000999 | Ladda upp en bild av detta fornminne      |
| Kräklingbo 51:2                            | Hällristning                     |              | Kräklingbo, Gotland |       | 57.426287, 18.755669 | 11100000001000 | Ladda upp en bild av detta fornminne      |
| Kräklingbo 51:3                            | Hällristning                     |              | Kräklingbo, Gotland |       | 57.426190, 18.755733 | 11100000001001 | Ladda upp en bild av detta fornminne      |
| Kräklingbo 52:1                            | Hällristning                     |              | Kräklingbo, Gotland |       | 57.425727, 18.737623 | 11100000001002 | Ladda upp en till bild av detta fornminne |
| Kräklingbo 52:2                            | Hällristning                     |              | Kräklingbo, Gotland |       | 57.425676, 18.737601 | 11100000001003 | Ladda upp en bild av detta fornminne      |
| Torsburgen (Kräklingbo 53:1)               | Fornborg                         |              | Kräklingbo, Gotland |       | 57.411308, 18.719208 | 10094200530001 | Ladda upp en till bild av detta fornminne |
| Kräklingbo 54:1                            | Husgrund, förhistorisk/medeltida |              | Kräklingbo, Gotland |       | 57.438994, 18.718081 | 10094200540001 | Ladda upp en bild av detta fornminne      |
| Kräklingbo 55:1                            | Röse                             |              | Kräklingbo, Gotland |       | 57.455717, 18.692369 | 10094200550001 | Ladda upp en bild av detta fornminne      |
| Kräklingbo 55:2                            | Stensättning                     |              | Kräklingbo, Gotland |       | 57.455834, 18.692290 | 10094200550002 | Ladda upp en bild av detta fornminne      |
| Kräklingbo 55:3                            | Stensättning                     |              | Kräklingbo, Gotland |       | 57.455549, 18.692343 | 10094200550003 | Ladda upp en bild av detta fornminne      |
| Kräklingbo 56:1                            | Gravfält                         |              | Kräklingbo, Gotland |       | 57.456592, 18.689663 | 10094200560001 | Ladda upp en bild av detta fornminne      |
| Kräklingbo 57:2                            | Stensättning                     |              | Kräklingbo, Gotland |       | 57.459567, 18.642683 | 10094200570002 | Ladda upp en bild av detta fornminne      |
| Kräklingbo 57:3                            | Stensättning                     |              | Kräklingbo, Gotland |       | 57.459622, 18.642501 | 10094200570003 | Ladda upp en bild av detta fornminne      |
| Kräklingbo 58:1                            | Husgrund, förhistorisk/medeltida |              | Kräklingbo, Gotland |       | 57.435437, 18.713687 | 10094200580001 | Ladda upp en bild av detta fornminne      |
| Kräklingbo 58:2                            | Husgrund, förhistorisk/medeltida |              | Kräklingbo, Gotland |       | 57.435919, 18.713961 | 10094200580002 | Ladda upp en bild av detta fornminne      |
| Kräklingbo 59:1                            | Gravfält                         |              | Kräklingbo, Gotland |       | 57.434617, 18.711243 | 10094200590001 | Ladda upp en bild av detta fornminne      |
| Kräklingbo 62:1                            | Gravfält                         |              | Kräklingbo, Gotland |       | 57.453831, 18.672146 | 10094200620001 | Ladda upp en bild av detta fornminne      |
| Kräklingbo 65:1                            | Husgrund, förhistorisk/medeltida |              | Kräklingbo, Gotland |       | 57.450215, 18.665805 | 10094200650001 | Ladda upp en bild av detta fornminne      |
| Kräklingbo 69:1                            | Stensättning                     |              | Kräklingbo, Gotland |       | 57.455195, 18.692766 | 10094200690001 | Ladda upp en bild av detta fornminne      |
| Kräklingbo 70:1                            | Stensättning                     |              | Kräklingbo, Gotland |       | 57.452538, 18.692899 | 10094200700001 | Ladda upp en bild av detta fornminne      |
| Kräklingbo 70:2                            | Stensättning                     |              | Kräklingbo, Gotland |       | 57.452419, 18.692991 | 10094200700002 | Ladda upp en bild av detta fornminne      |
| Kräklingbo 71:1                            | Husgrund, förhistorisk/medeltida |              | Kräklingbo, Gotland |       | 57.453470, 18.698189 | 10094200710001 | Ladda upp en bild av detta fornminne      |
| Kräklingbo 76:1                            | Stensättning                     |              | Kräklingbo, Gotland |       | 57.457201, 18.707982 | 10094200760001 | Ladda upp en bild av detta fornminne      |
| Kräklingbo 79:1                            | Stensättning                     |              | Kräklingbo, Gotland |       | 57.460072, 18.721172 | 10094200790001 | Ladda upp en bild av detta fornminne      |
| Kräklingbo 82:1                            | Husgrund, förhistorisk/medeltida |              | Kräklingbo, Gotland |       | 57.455631, 18.712583 | 10094200820001 | Ladda upp en bild av detta fornminne      |
| Kräklingbo 83:1                            | Stensättning                     |              | Kräklingbo, Gotland |       | 57.451627, 18.706516 | 10094200830001 | Ladda upp en bild av detta fornminne      |
| Kräklingbo 85:1                            | Stensättning                     |              | Kräklingbo, Gotland |       | 57.451231, 18.704561 | 10094200850001 | Ladda upp en bild av detta fornminne      |
| Kräklingbo 85:2                            | Stensättning                     |              | Kräklingbo, Gotland |       | 57.451128, 18.704285 | 10094200850002 | Ladda upp en bild av detta fornminne      |
| Kräklingbo 85:3                            | Stensättning                     |              | Kräklingbo, Gotland |       | 57.451140, 18.704059 | 10094200850003 | Ladda upp en bild av detta fornminne      |
| Kräklingbo 86:1                            | Stensättning                     |              | Kräklingbo, Gotland |       | 57.450916, 18.705110 | 10094200860001 | Ladda upp en bild av detta fornminne      |
| Kräklingbo 87:1                            | Husgrund, förhistorisk/medeltida |              | Kräklingbo, Gotland |       | 57.450336, 18.706109 | 10094200870001 | Ladda upp en bild av detta fornminne      |
| Kräklingbo 89:1                            | Stensättning                     |              | Kräklingbo, Gotland |       | 57.445240, 18.718426 | 10094200890001 | Ladda upp en bild av detta fornminne      |
| Kräklingbo 89:2                            | Stensättning                     |              | Kräklingbo, Gotland |       | 57.445286, 18.718300 | 10094200890002 | Ladda upp en bild av detta fornminne      |
| Kräklingbo 91:1                            | Borg                             |              | Kräklingbo, Gotland |       | 57.445111, 18.711002 | 10094200910001 | Ladda upp en bild av detta fornminne      |
| Kräklingbo 93:1                            | Stensättning                     |              | Kräklingbo, Gotland |       | 57.448439, 18.701740 | 10094200930001 | Ladda upp en bild av detta fornminne      |
| Kräklingbo 93:2                            | Stensättning                     |              | Kräklingbo, Gotland |       | 57.448336, 18.701682 | 10094200930002 | Ladda upp en bild av detta fornminne      |
| Kräklingbo 94:1                            | Gravfält                         |              | Kräklingbo, Gotland |       | 57.447743, 18.696623 | 10094200940001 | Ladda upp en bild av detta fornminne      |
| Kräklingbo 95:1                            | Gravfält                         |              | Kräklingbo, Gotland |       | 57.446858, 18.696428 | 10094200950001 | Ladda upp en bild av detta fornminne      |
| Kräklingbo 96:1                            | Stensättning                     |              | Kräklingbo, Gotland |       | 57.447534, 18.699109 | 10094200960001 | Ladda upp en bild av detta fornminne      |
| Kräklingbo 96:2                            | Stensättning                     |              | Kräklingbo, Gotland |       | 57.447577, 18.699242 | 10094200960002 | Ladda upp en bild av detta fornminne      |
| Kräklingbo 101:1                           | Stensättning                     |              | Kräklingbo, Gotland |       | 57.446017, 18.767151 | 10094201010001 | Ladda upp en bild av detta fornminne      |
| Kräklingbo 107:1                           | Husgrund, förhistorisk/medeltida |              | Kräklingbo, Gotland |       | 57.449236, 18.717020 | 10094201070001 | Ladda upp en bild av detta fornminne      |
| Kräklingbo 108:1                           | Husgrund, förhistorisk/medeltida |              | Kräklingbo, Gotland |       | 57.448551, 18.716451 | 10094201080001 | Ladda upp en bild av detta fornminne      |
| Kräklingbo 110:1                           | Stensättning                     |              | Kräklingbo, Gotland |       | 57.432534, 18.768865 | 10094201100001 | Ladda upp en bild av detta fornminne      |
| Kräklingbo 111:1                           | Stensättning                     |              | Kräklingbo, Gotland |       | 57.431550, 18.769322 | 10094201110001 | Ladda upp en bild av detta fornminne      |
| Kräklingbo 116:1                           | Husgrund, förhistorisk/medeltida |              | Kräklingbo, Gotland |       | 57.456721, 18.722896 | 10094201160001 | Ladda upp en bild av detta fornminne      |
| Kräklingbo 116:2                           | Husgrund, förhistorisk/medeltida |              | Kräklingbo, Gotland |       | 57.456648, 18.723462 | 10094201160002 | Ladda upp en bild av detta fornminne      |
| Kräklingbo 119:1                           | Gravfält                         |              | Kräklingbo, Gotland |       | 57.456887, 18.731874 | 10094201190001 | Ladda upp en bild av detta fornminne      |
| Kräklingbo 120:1                           | Stensättning                     |              | Kräklingbo, Gotland |       | 57.455913, 18.725313 | 10094201200001 | Ladda upp en bild av detta fornminne      |
| Kräklingbo 121:1                           | Stensättning                     |              | Kräklingbo, Gotland |       | 57.456594, 18.725786 | 10094201210001 | Ladda upp en bild av detta fornminne      |
| Kräklingbo 122:1                           | Röse                             |              | Kräklingbo, Gotland |       | 57.460394, 18.723303 | 10094201220001 | Ladda upp en bild av detta fornminne      |
| Kräklingbo 122:2                           | Stensättning                     |              | Kräklingbo, Gotland |       | 57.460297, 18.723184 | 10094201220002 | Ladda upp en bild av detta fornminne      |
| Kräklingbo 122:3                           | Stensättning                     |              | Kräklingbo, Gotland |       | 57.460363, 18.723068 | 10094201220003 | Ladda upp en bild av detta fornminne      |
| Kräklingbo 122:4                           | Stensättning                     |              | Kräklingbo, Gotland |       | 57.460597, 18.723035 | 10094201220004 | Ladda upp en bild av detta fornminne      |
| Kräklingbo 124:1                           | Stensättning                     |              | Kräklingbo, Gotland |       | 57.460814, 18.728995 | 10094201240001 | Ladda upp en bild av detta fornminne      |
| Kräklingbo 125:1                           | Stensättning                     |              | Kräklingbo, Gotland |       | 57.465119, 18.735499 | 10094201250001 | Ladda upp en bild av detta fornminne      |
| Kräklingbo 125:2                           | Stenkrets                        |              | Kräklingbo, Gotland |       | 57.465023, 18.735318 | 10094201250002 | Ladda upp en bild av detta fornminne      |
| Kräklingbo 126:1                           | Stensättning                     |              | Kräklingbo, Gotland |       | 57.464523, 18.722336 | 10094201260001 | Ladda upp en bild av detta fornminne      |
| Kräklingbo 126:2                           | Stensättning                     |              | Kräklingbo, Gotland |       | 57.464413, 18.722508 | 10094201260002 | Ladda upp en bild av detta fornminne      |
| Kräklingbo 126:3                           | Stensättning                     |              | Kräklingbo, Gotland |       | 57.464447, 18.722656 | 10094201260003 | Ladda upp en bild av detta fornminne      |
| Kräklingbo 126:4                           | Stensättning                     |              | Kräklingbo, Gotland |       | 57.464517, 18.722719 | 10094201260004 | Ladda upp en bild av detta fornminne      |
| Kräklingbo 127:1                           | Stensättning                     |              | Kräklingbo, Gotland |       | 57.430973, 18.744525 | 10094201270001 | Ladda upp en bild av detta fornminne      |
| Kräklingbo 128:1                           | Stensättning                     |              | Kräklingbo, Gotland |       | 57.431185, 18.743372 | 10094201280001 | Ladda upp en bild av detta fornminne      |
| Kräklingbo 129:1                           | Stensättning                     |              | Kräklingbo, Gotland |       | 57.429865, 18.746526 | 10094201290001 | Ladda upp en bild av detta fornminne      |
| Kräklingbo 132:1                           | Stensättning                     |              | Kräklingbo, Gotland |       | 57.436633, 18.750896 | 10094201320001 | Ladda upp en bild av detta fornminne      |
| Kräklingbo 133:1                           | Stensättning                     |              | Kräklingbo, Gotland |       | 57.428941, 18.759943 | 10094201330001 | Ladda upp en bild av detta fornminne      |
| Kräklingbo 134:1                           | Gravfält                         |              | Kräklingbo, Gotland |       | 57.427249, 18.760653 | 10094201340001 | Ladda upp en bild av detta fornminne      |
| Kräklingbo 135:1                           | Hög                              |              | Kräklingbo, Gotland |       | 57.422498, 18.752269 | 10094201350001 | Ladda upp en bild av detta fornminne      |
| Kräklingbo 135:2                           | Hög                              |              | Kräklingbo, Gotland |       | 57.422409, 18.752290 | 10094201350002 | Ladda upp en bild av detta fornminne      |
| Kräklingbo 135:3                           | Stensättning                     |              | Kräklingbo, Gotland |       | 57.422322, 18.752309 | 10094201350003 | Ladda upp en bild av detta fornminne      |
| Kräklingbo 135:4                           | Stensättning                     |              | Kräklingbo, Gotland |       | 57.422526, 18.752633 | 10094201350004 | Ladda upp en bild av detta fornminne      |
| Kräklingbo 136:1                           | Stensättning                     |              | Kräklingbo, Gotland |       | 57.423664, 18.753407 | 10094201360001 | Ladda upp en bild av detta fornminne      |
| Kräklingbo 136:2                           | Stensättning                     |              | Kräklingbo, Gotland |       | 57.423786, 18.753420 | 10094201360002 | Ladda upp en bild av detta fornminne      |
| Kräklingbo 137:1                           | Gravfält                         |              | Kräklingbo, Gotland |       | 57.430397, 18.747943 | 10094201370001 | Ladda upp en bild av detta fornminne      |
| Kräklingbo 138:1                           | Husgrund, förhistorisk/medeltida |              | Kräklingbo, Gotland |       | 57.428213, 18.746641 | 10094201380001 | Ladda upp en bild av detta fornminne      |
| Kräklingbo 139:1                           | Stensättning                     |              | Kräklingbo, Gotland |       | 57.424591, 18.744380 | 10094201390001 | Ladda upp en bild av detta fornminne      |
| Kräklingbo 140:1                           | Husgrund, förhistorisk/medeltida |              | Kräklingbo, Gotland |       | 57.431308, 18.734546 | 10094201400001 | Ladda upp en bild av detta fornminne      |
| Kräklingbo 141:1                           | Husgrund, förhistorisk/medeltida |              | Kräklingbo, Gotland |       | 57.430966, 18.730694 | 10094201410001 | Ladda upp en bild av detta fornminne      |
| Kräklingbo 142:1                           | Stensättning                     |              | Kräklingbo, Gotland |       | 57.430972, 18.730844 | 10094201420001 | Ladda upp en bild av detta fornminne      |
| Kräklingbo 143:1                           | Husgrund, förhistorisk/medeltida |              | Kräklingbo, Gotland |       | 57.428633, 18.736429 | 10094201430001 | Ladda upp en bild av detta fornminne      |
| Kräklingbo 143:2                           | Husgrund, förhistorisk/medeltida |              | Kräklingbo, Gotland |       | 57.428759, 18.736441 | 10094201430002 | Ladda upp en bild av detta fornminne      |
| Kräklingbo 145:1                           | Stensättning                     |              | Kräklingbo, Gotland |       | 57.428724, 18.733494 | 10094201450001 | Ladda upp en bild av detta fornminne      |
| Kräklingbo 146:1                           | Röse                             |              | Kräklingbo, Gotland |       | 57.431051, 18.727790 | 10094201460001 | Ladda upp en bild av detta fornminne      |
| Kräklingbo 148:1                           | Stensättning                     |              | Kräklingbo, Gotland |       | 57.437914, 18.733797 | 10094201480001 | Ladda upp en bild av detta fornminne      |
| Kräklingbo 149:1                           | Stensättning                     |              | Kräklingbo, Gotland |       | 57.435274, 18.732584 | 10094201490001 | Ladda upp en bild av detta fornminne      |
| Kräklingbo 149:2                           | Stensättning                     |              | Kräklingbo, Gotland |       | 57.435219, 18.732720 | 10094201490002 | Ladda upp en bild av detta fornminne      |
| Kräklingbo 150:1                           | Stensättning                     |              | Kräklingbo, Gotland |       | 57.439365, 18.732030 | 10094201500001 | Ladda upp en bild av detta fornminne      |
| Kräklingbo 150:2                           | Stensättning                     |              | Kräklingbo, Gotland |       | 57.439436, 18.732190 | 10094201500002 | Ladda upp en bild av detta fornminne      |
| Kräklingbo 150:3                           | Stensättning                     |              | Kräklingbo, Gotland |       | 57.439605, 18.732721 | 10094201500003 | Ladda upp en bild av detta fornminne      |
| Kräklingbo 153:1                           | Stensättning                     |              | Kräklingbo, Gotland |       | 57.440209, 18.722043 | 10094201530001 | Ladda upp en bild av detta fornminne      |
| Kräklingbo 153:2                           | Stensättning                     |              | Kräklingbo, Gotland |       | 57.440319, 18.722111 | 10094201530002 | Ladda upp en bild av detta fornminne      |
| Kräklingbo 153:3                           | Stensättning                     |              | Kräklingbo, Gotland |       | 57.440416, 18.722065 | 10094201530003 | Ladda upp en bild av detta fornminne      |
| Kräklingbo 154:1                           | Stensättning                     |              | Kräklingbo, Gotland |       | 57.439782, 18.720599 | 10094201540001 | Ladda upp en bild av detta fornminne      |
| Kräklingbo 155:1                           | Gravfält                         |              | Kräklingbo, Gotland |       | 57.440640, 18.720878 | 10094201550001 | Ladda upp en bild av detta fornminne      |
| Kräklingbo 158:1                           | Stensättning                     |              | Kräklingbo, Gotland |       | 57.438636, 18.718850 | 10094201580001 | Ladda upp en bild av detta fornminne      |
| Kräklingbo 158:2                           | Hällristning                     |              | Kräklingbo, Gotland |       | 57.438636, 18.718850 | 11100000000773 | Ladda upp en bild av detta fornminne      |
| Kräklingbo 163:1                           | Hällristning                     |              | Kräklingbo, Gotland |       | 57.443861, 18.713890 | 11100000000774 | Ladda upp en bild av detta fornminne      |
| Kräklingbo 163:2                           | Hällristning                     |              | Kräklingbo, Gotland |       | 57.443901, 18.713814 | 11100000000775 | Ladda upp en bild av detta fornminne      |
| Kräklingbo 167:1                           | Minnesmärke                      |              | Kräklingbo, Gotland |       | 57.444165, 18.717685 | 10094201670001 | Ladda upp en till bild av detta fornminne |
| Kräklingbo 168:1                           | Stensättning                     |              | Kräklingbo, Gotland |       | 57.444210, 18.717819 | 10094201680001 | Ladda upp en bild av detta fornminne      |
| Kräklingbo 168:2                           | Stensättning                     |              | Kräklingbo, Gotland |       | 57.444303, 18.717887 | 10094201680002 | Ladda upp en bild av detta fornminne      |
| Kräklingbo 168:3                           | Stensättning                     |              | Kräklingbo, Gotland |       | 57.444334, 18.718100 | 10094201680003 | Ladda upp en bild av detta fornminne      |
| Kräklingbo 169:1                           | Husgrund, förhistorisk/medeltida |              | Kräklingbo, Gotland |       | 57.443857, 18.717520 | 10094201690001 | Ladda upp en bild av detta fornminne      |
| Kräklingbo 172:1                           | Hällristning                     |              | Kräklingbo, Gotland |       | 57.437487, 18.701749 | 11100000000776 | Ladda upp en bild av detta fornminne      |
| Kräklingbo 173:1                           | Stensättning                     |              | Kräklingbo, Gotland |       | 57.436707, 18.702593 | 10094201730001 | Ladda upp en bild av detta fornminne      |
| Kräklingbo 174:1                           | Husgrund, förhistorisk/medeltida |              | Kräklingbo, Gotland |       | 57.438644, 18.713078 | 10094201740001 | Ladda upp en bild av detta fornminne      |
| Kräklingbo 182:1                           | Stensättning                     |              | Kräklingbo, Gotland |       | 57.435649, 18.717997 | 10094201820001 | Ladda upp en bild av detta fornminne      |
| Kräklingbo 182:2                           | Grav markerad av sten/block      |              | Kräklingbo, Gotland |       | 57.435544, 18.718040 | 10094201820002 | Ladda upp en bild av detta fornminne      |
| Kräklingbo 182:3                           | Stensättning                     |              | Kräklingbo, Gotland |       | 57.435423, 18.717979 | 10094201820003 | Ladda upp en bild av detta fornminne      |
| Kräklingbo 184:1                           | Stensättning                     |              | Kräklingbo, Gotland |       | 57.432877, 18.717080 | 10094201840001 | Ladda upp en bild av detta fornminne      |
| Kräklingbo 185:1                           | Stensättning                     |              | Kräklingbo, Gotland |       | 57.432374, 18.716738 | 10094201850001 | Ladda upp en bild av detta fornminne      |
| Kräklingbo 185:2                           | Stensättning                     |              | Kräklingbo, Gotland |       | 57.432396, 18.716996 | 10094201850002 | Ladda upp en bild av detta fornminne      |
| Kräklingbo 185:3                           | Stensättning                     |              | Kräklingbo, Gotland |       | 57.432303, 18.717023 | 10094201850003 | Ladda upp en bild av detta fornminne      |
| Kräklingbo 186:2                           | Stensättning                     |              | Kräklingbo, Gotland |       | 57.431863, 18.716903 | 10094201860002 | Ladda upp en bild av detta fornminne      |
| Kräklingbo 187:1                           | Röse                             |              | Kräklingbo, Gotland |       | 57.430007, 18.717080 | 10094201870001 | Ladda upp en bild av detta fornminne      |
| Kräklingbo 187:2                           | Stensättning                     |              | Kräklingbo, Gotland |       | 57.429906, 18.717027 | 10094201870002 | Ladda upp en bild av detta fornminne      |
| Kräklingbo 187:3                           | Stensättning                     |              | Kräklingbo, Gotland |       | 57.429941, 18.716899 | 10094201870003 | Ladda upp en bild av detta fornminne      |
| Kräklingbo 187:4                           | Stensättning                     |              | Kräklingbo, Gotland |       | 57.429973, 18.716798 | 10094201870004 | Ladda upp en bild av detta fornminne      |
| Kräklingbo 188:1                           | Stensättning                     |              | Kräklingbo, Gotland |       | 57.429036, 18.711560 | 10094201880001 | Ladda upp en bild av detta fornminne      |
| Kräklingbo 188:2                           | Stensättning                     |              | Kräklingbo, Gotland |       | 57.429132, 18.711591 | 10094201880002 | Ladda upp en bild av detta fornminne      |
| Kräklingbo 190:1                           | Gravfält                         |              | Kräklingbo, Gotland |       | 57.431900, 18.713708 | 10094201900001 | Ladda upp en bild av detta fornminne      |
| Kräklingbo 191:1                           | Stensättning                     |              | Kräklingbo, Gotland |       | 57.432126, 18.693686 | 10094201910001 | Ladda upp en bild av detta fornminne      |
| Kräklingbo 191:2                           | Stensättning                     |              | Kräklingbo, Gotland |       | 57.432031, 18.693795 | 10094201910002 | Ladda upp en bild av detta fornminne      |
| Kräklingbo 194:1                           | Husgrund, förhistorisk/medeltida |              | Kräklingbo, Gotland |       | 57.464682, 18.762710 | 10094201940001 | Ladda upp en bild av detta fornminne      |
| Kräklingbo 194:2                           | Husgrund, förhistorisk/medeltida |              | Kräklingbo, Gotland |       | 57.464864, 18.762730 | 10094201940002 | Ladda upp en bild av detta fornminne      |
| Kräklingbo 195:1                           | Husgrund, förhistorisk/medeltida |              | Kräklingbo, Gotland |       | 57.450170, 18.731002 | 10094201950001 | Ladda upp en bild av detta fornminne      |
| Kräklingbo 195:2                           | Husgrund, förhistorisk/medeltida |              | Kräklingbo, Gotland |       | 57.450234, 18.730611 | 10094201950002 | Ladda upp en bild av detta fornminne      |
| Kräklingbo 195:3                           | Husgrund, förhistorisk/medeltida |              | Kräklingbo, Gotland |       | 57.449966, 18.730784 | 10094201950003 | Ladda upp en bild av detta fornminne      |
| Kräklingbo 195:4                           | Husgrund, förhistorisk/medeltida |              | Kräklingbo, Gotland |       | 57.449971, 18.730541 | 10094201950004 | Ladda upp en bild av detta fornminne      |
| Kräklingbo 195:5                           | Husgrund, förhistorisk/medeltida |              | Kräklingbo, Gotland |       | 57.449816, 18.730110 | 10094201950005 | Ladda upp en bild av detta fornminne      |
| Kräklingbo 196:1                           | Stensättning                     |              | Kräklingbo, Gotland |       | 57.449737, 18.730359 | 10094201960001 | Ladda upp en bild av detta fornminne      |
| Kräklingbo 196:2                           | Stensättning                     |              | Kräklingbo, Gotland |       | 57.449661, 18.730465 | 10094201960002 | Ladda upp en bild av detta fornminne      |
| Kräklingbo 197:1                           | Stensättning                     |              | Kräklingbo, Gotland |       | 57.448661, 18.729394 | 10094201970001 | Ladda upp en bild av detta fornminne      |
| Kräklingbo 198:1                           | Gravfält                         |              | Kräklingbo, Gotland |       | 57.449322, 18.730270 | 10094201980001 | Ladda upp en bild av detta fornminne      |
| Kräklingbo 199:1                           | Stensättning                     |              | Kräklingbo, Gotland |       | 57.450959, 18.735091 | 10094201990001 | Ladda upp en bild av detta fornminne      |
| Kräklingbo 199:2                           | Stensättning                     |              | Kräklingbo, Gotland |       | 57.450605, 18.734807 | 10094201990002 | Ladda upp en bild av detta fornminne      |
| Kräklingbo 202:1                           | Gravfält                         |              | Kräklingbo, Gotland |       | 57.441055, 18.687155 | 10094202020001 | Ladda upp en bild av detta fornminne      |
| Kräklingbo 208:1                           | Stensättning                     |              | Kräklingbo, Gotland |       | 57.441805, 18.688866 | 10094202080001 | Ladda upp en bild av detta fornminne      |
| Kräklingbo 209:1                           | Stensättning                     |              | Kräklingbo, Gotland |       | 57.442728, 18.689198 | 10094202090001 | Ladda upp en bild av detta fornminne      |
| Kräklingbo 213:1                           | Gravfält                         |              | Kräklingbo, Gotland |       | 57.440874, 18.675279 | 10094202130001 | Ladda upp en bild av detta fornminne      |
| Kräklingbo 214:1                           | Gravfält                         |              | Kräklingbo, Gotland |       | 57.439788, 18.673921 | 10094202140001 | Ladda upp en bild av detta fornminne      |
| Kräklingbo 216:1                           | Stensättning                     |              | Kräklingbo, Gotland |       | 57.442600, 18.660642 | 10094202160001 | Ladda upp en bild av detta fornminne      |
| Kräklingbo 218:1                           | Stensättning                     |              | Kräklingbo, Gotland |       | 57.420102, 18.735360 | 10094202180001 | Ladda upp en bild av detta fornminne      |
| Kräklingbo 218:2                           | Stensättning                     |              | Kräklingbo, Gotland |       | 57.420028, 18.735513 | 10094202180002 | Ladda upp en bild av detta fornminne      |
| Kräklingbo 218:3                           | Stensättning                     |              | Kräklingbo, Gotland |       | 57.419987, 18.735756 | 10094202180003 | Ladda upp en bild av detta fornminne      |
| Kräklingbo 220:1                           | Stensättning                     |              | Kräklingbo, Gotland |       | 57.408249, 18.728769 | 10094202200001 | Ladda upp en bild av detta fornminne      |
| Kräklingbo 220:2                           | Stensättning                     |              | Kräklingbo, Gotland |       | 57.408290, 18.728914 | 10094202200002 | Ladda upp en bild av detta fornminne      |
| Kräklingbo 220:3                           | Stensättning                     |              | Kräklingbo, Gotland |       | 57.408209, 18.728907 | 10094202200003 | Ladda upp en bild av detta fornminne      |
| Kräklingbo 221:1                           | Stensättning                     |              | Kräklingbo, Gotland |       | 57.434232, 18.738560 | 10094202210001 | Ladda upp en bild av detta fornminne      |
| Kräklingbo 223:1                           | Stensättning                     |              | Kräklingbo, Gotland |       | 57.412073, 18.730774 | 10094202230001 | Ladda upp en bild av detta fornminne      |
| Kräklingbo 224:1                           | Gravfält                         |              | Kräklingbo, Gotland |       | 57.406844, 18.725707 | 10094202240001 | Ladda upp en bild av detta fornminne      |
| Kräklingbo 225:1                           | Gravfält                         |              | Kräklingbo, Gotland |       | 57.407456, 18.729061 | 10094202250001 | Ladda upp en bild av detta fornminne      |
| Kräklingbo 228:1                           | Husgrund, förhistorisk/medeltida |              | Kräklingbo, Gotland |       | 57.446405, 18.721783 | 10094202280001 | Ladda upp en bild av detta fornminne      |
| Kräklingbo 228:2                           | Husgrund, förhistorisk/medeltida |              | Kräklingbo, Gotland |       | 57.446357, 18.722547 | 10094202280002 | Ladda upp en bild av detta fornminne      |
| Kräklingbo 229:1                           | Husgrund, förhistorisk/medeltida |              | Kräklingbo, Gotland |       | 57.448031, 18.725500 | 10094202290001 | Ladda upp en bild av detta fornminne      |
| Kräklingbo 234:1                           | Gravfält                         |              | Kräklingbo, Gotland |       | 57.438656, 18.682787 | 10094202340001 | Ladda upp en bild av detta fornminne      |
| Kräklingbo 236:1                           | Gravfält                         |              | Kräklingbo, Gotland |       | 57.455976, 18.611956 | 10094202360001 | Ladda upp en bild av detta fornminne      |
| Kräklingbo 238:1                           | Stensättning                     |              | Kräklingbo, Gotland |       | 57.441220, 18.740625 | 10094202380001 | Ladda upp en bild av detta fornminne      |
| Kräklingbo 238:2                           | Stensättning                     |              | Kräklingbo, Gotland |       | 57.441368, 18.740467 | 10094202380002 | Ladda upp en bild av detta fornminne      |
| Kräklingbo 239:1                           | Stensättning                     |              | Kräklingbo, Gotland |       | 57.434759, 18.652942 | 10094202390001 | Ladda upp en bild av detta fornminne      |
| Kräklingbo 239:2                           | Stensättning                     |              | Kräklingbo, Gotland |       | 57.434671, 18.652914 | 10094202390002 | Ladda upp en bild av detta fornminne      |
| Kräklingbo 240:1                           | Stensättning                     |              | Kräklingbo, Gotland |       | 57.440640, 18.683246 | 10094202400001 | Ladda upp en bild av detta fornminne      |
| Kräklingbo 250:1                           | Stensättning                     |              | Kräklingbo, Gotland |       | 57.454357, 18.700053 | 10094202500001 | Ladda upp en bild av detta fornminne      |
| Kräklingbo 255:1                           | Husgrund, förhistorisk/medeltida |              | Kräklingbo, Gotland |       | 57.468113, 18.797625 | 10094202550001 | Ladda upp en bild av detta fornminne      |
| Kräklingbo 270:1                           | Gravfält                         |              | Kräklingbo, Gotland |       | 57.412314, 18.681663 | 10094202700001 | Ladda upp en bild av detta fornminne      |
| Kräklingbo 271:1                           | Stensättning                     |              | Kräklingbo, Gotland |       | 57.415098, 18.687196 | 10094202710001 | Ladda upp en bild av detta fornminne      |
| Kräklingbo 272:1                           | Stensättning                     |              | Kräklingbo, Gotland |       | 57.406745, 18.683405 | 10094202720001 | Ladda upp en bild av detta fornminne      |
| Kräklingbo 273:1                           | Stensättning                     |              | Kräklingbo, Gotland |       | 57.407424, 18.683458 | 10094202730001 | Ladda upp en bild av detta fornminne      |
| Kräklingbo 275:1                           | Stensättning                     |              | Kräklingbo, Gotland |       | 57.420186, 18.692237 | 10094202750001 | Ladda upp en bild av detta fornminne      |
| Kräklingbo 486                             | Stensättning                     |              | Kräklingbo, Gotland |       | 57.445613, 18.745690 | 12000000096763 | Ladda upp en bild av detta fornminne      |
| Kräklingbo 489                             | Stensättning                     |              | Kräklingbo, Gotland |       | 57.445621, 18.745740 | 12000000096766 | Ladda upp en bild av detta fornminne      |
| Kräklingbo 496                             | Stensättning                     |              | Kräklingbo, Gotland |       | 57.439508, 18.732117 | 12000000096773 | Ladda upp en bild av detta fornminne      |
| Kräklingbo 497                             | Stensättning                     |              | Kräklingbo, Gotland |       | 57.445612, 18.745672 | 12000000096774 | Ladda upp en bild av detta fornminne      |
| Kräklingbo 500                             | Stensättning                     |              | Kräklingbo, Gotland |       | 57.445612, 18.745713 | 12000000096779 | Ladda upp en bild av detta fornminne      |
| Kräklingbo 513                             | Stensättning                     |              | Kräklingbo, Gotland |       | 57.427632, 18.722625 | 12000000096915 | Ladda upp en bild av detta fornminne      |
| Kräklingbo 546                             | Kvarn                            |              | Kräklingbo, Gotland |       | 57.448330, 18.778881 | 12000000097121 | Ladda upp en bild av detta fornminne      |
| Kräklingbo 552                             | Hällristning                     |              | Kräklingbo, Gotland |       | 57.439112, 18.700647 | 12000000097371 | Ladda upp en bild av detta fornminne      |
| Kräklingbo 557                             | Stensättning                     |              | Kräklingbo, Gotland |       | 57.426523, 18.714009 | 12000000097377 | Ladda upp en bild av detta fornminne      |
| Kräklingbo 560                             | Husgrund, förhistorisk/medeltida |              | Kräklingbo, Gotland |       | 57.428188, 18.697486 | 12000000097380 | Ladda upp en bild av detta fornminne      |
| Kräklingbo 570                             | Stensättning                     |              | Kräklingbo, Gotland |       | 57.432912, 18.707353 | 12000000097394 | Ladda upp en bild av detta fornminne      |
| Kräklingbo 573                             | Brunn/kallkälla                  |              | Kräklingbo, Gotland |       | 57.435615, 18.690159 | 12000000097397 | Ladda upp en bild av detta fornminne      |
| Kräklingbo 575                             | Fornborg                         |              | Kräklingbo, Gotland |       | 57.443711, 18.712422 | 12000000097399 | Ladda upp en bild av detta fornminne      |
| Kräklingbo 595                             | Fiskeläge                        |              | Kräklingbo, Gotland |       | 57.468684, 18.798147 | 12000000098442 | Ladda upp en bild av detta fornminne      |
| Kräklingbo 602                             | Husgrund, förhistorisk/medeltida |              | Kräklingbo, Gotland |       | 57.437344, 18.706439 | 12000000098451 | Ladda upp en bild av detta fornminne      |
| Kräklingbo 614                             | Brunn/kallkälla                  |              | Kräklingbo, Gotland |       | 57.437243, 18.707330 | 12000000098463 | Ladda upp en bild av detta fornminne      |
| Gammelgarn 157:1                           | Grav övrig                       |              | Kräklingbo, Gotland |       | 57.441867, 18.794586 | 10092101570001 | Ladda upp en bild av detta fornminne      |
| Gammelgarn 157:2                           | Stensättning                     |              | Kräklingbo, Gotland |       | 57.442076, 18.794560 | 10092101570002 | Ladda upp en bild av detta fornminne      |
| Gammelgarn 157:3                           | Stensättning                     |              | Kräklingbo, Gotland |       | 57.442150, 18.794596 | 10092101570003 | Ladda upp en bild av detta fornminne      |
| Gammelgarn 158:1                           | Hällristning                     |              | Kräklingbo, Gotland |       | 57.442607, 18.797041 | 11100000000406 | Ladda upp en bild av detta fornminne      |